# Малая Черга
Малая Черга (алт. Чичке-Чаргы) — село в Шебалинском муниципальном районе Республики Алтай России, административный центр Малочергинского сельского поселения.

## География
Расположен в горно-степной зоне северо-западной части Республики Алтай и находится по обоим берегам реки Чергушка.
Уличная сеть состоит из 4 географических объектов: ул. Заречная, ул. Учительская, ул. Центральная, ул. Школьная
Абсолютная высота 907 метров выше уровня моря
.

## Население
| 2010 | 2011 | 2012 | 2013 | 2014 | 2015 |
| ---- | ---- | ---- | ---- | ---- | ---- |
| 274  | →274 | ↘255 | ↘238 | ↘224 | ↘219 |
| 2016 |      |      |      |      |      |
| ↘216 |      |      |      |      |      |

## Инфраструктура
Администрация Малочергинского сельского поселения.
МБОУ «Мало-Чергинская основная общеобразовательная школа».
экономика
Животноводство, сельское хозяйство.

## Транспорт
Проходит автодорога регионального значения «Дъектиек — Арбайта — Верх-Черга» (идентификационный номер 84К-121)